# 1994年のオールスターゲーム (日本プロ野球)
1994年のオールスターゲームは、1994年7月に行われた日本プロ野球のオールスターゲーム。

## 試合概要
前年、日本一になったヤクルトスワローズの野村克也監督が全セ（オールセントラル・リーグ）を率い、パ・リーグ制覇した西武ライオンズの森祇晶監督が全パ（オールパシフィック・リーグ）を率いた1994年のオールスターゲームは松井秀喜、イチローを始めとして新庄剛志、伊良部秀輝、藪恵市（現・藪恵壹）、高津臣吾らのちにメジャーリーグでも活躍する若い選手が相次いで登場した。
第1戦、野村監督は当時公式戦4番出場したことのない巨人の松井秀喜を全セの4番で起用した。当時、松井は20歳1ヶ月で両軍通じて史上最年少の4番であった。試合を終始リードしたのはダイエーの打撃陣で4安打の秋山幸二を筆頭に松永浩美・吉永幸一郎が3安打、ブライアン・トラックスラーが2安打と続き、計8点を挙げた全パがまず1勝をもぎ取った。1997年にナゴヤドームが開場したことに伴い、ナゴヤ球場での最後の開催とった第2戦は39歳の大ベテラン佐藤義則が全パの先発として3回1失点に抑える活躍を見せた。
この年まで6人制だった審判が翌年より4人制になった（のちに6人制に戻される）。

## 選出選手
| セントラル・リーグ | セントラル・リーグ | セントラル・リーグ | セントラル・リーグ | パシフィック・リーグ | パシフィック・リーグ | パシフィック・リーグ | パシフィック・リーグ |
| ------------------ | ------------------ | ------------------ | ------------------ | -------------------- | -------------------- | -------------------- | -------------------- |
| 監督               | 野村克也           | ヤクルト           |                    | 監督                 | 森祇晶               | 西武                 |                      |
| コーチ             | 高木守道           | 中日               |                    | コーチ               | 大沢啓二             | 日本ハム             |                      |
| コーチ             | 長嶋茂雄           | 巨人               |                    | コーチ               | 仰木彬               | オリックス           |                      |
| 投手               | 藪恵壹             | 阪神               | 初                 | 投手                 | 伊良部秀輝           | ロッテ               | 初                   |
| 投手               | 岡林洋一           | ヤクルト           | 3                  | 投手                 | 新谷博               | 西武                 | 初                   |
| 投手               | 高津臣吾           | ヤクルト           | 初                 | 投手                 | 杉山賢人             | 西武                 | 初                   |
| 投手               | 今中慎二           | 中日               | 3                  | 投手                 | 西崎幸広             | 日本ハム             | 6                    |
| 投手               | 山本昌広           | 中日               | 4                  | 投手                 | 佐藤義則             | オリックス           | 7                    |
| 投手               | 斎藤雅樹           | 巨人               | 4                  | 投手                 | 野茂英雄             | 近鉄                 | 5                    |
| 投手               | 槙原寛己           | 巨人               | 5                  | 投手                 | 山崎慎太郎           | 近鉄                 | 初                   |
| 投手               | 桑田真澄           | 巨人               | 7                  | 投手                 | 赤堀元之             | 近鉄                 | 3                    |
| 投手               | 斎藤隆             | 横浜               | 初                 | 投手                 | 吉田豊彦             | ダイエー             | 3                    |
| 投手               | 紀藤真琴           | 広島               | 初                 | 投手                 | 下柳剛               | ダイエー             | 初                   |
| 捕手               | 古田敦也           | ヤクルト           | 5                  | 捕手                 | 伊東勤               | 西武                 | 11                   |
| 捕手               | 村田真一           | 巨人               | 初                 | 捕手                 | 田村藤夫             | 日本ハム             | 9                    |
| 捕手               | 西山秀二           | 広島               | 初                 | 捕手                 | 吉永幸一郎           | ダイエー             | 3                    |
| 一塁手             | オマリー           | 阪神               | 2                  | 一塁手               | 清原和博             | 西武                 | 9                    |
| 二塁手             | 和田豊             | 阪神               | 4                  | 二塁手               | 辻発彦               | 西武                 | 8                    |
| 三塁手             | 八木裕             | 阪神               | 2                  | 三塁手               | 石毛宏典             | 西武                 | 14                   |
| 遊撃手             | 池山隆寛           | ヤクルト           | 7                  | 遊撃手               | 広瀬哲朗             | 日本ハム             | 2                    |
| 内野手             | 立浪和義           | 中日               | 3                  | 内野手               | 田辺徳雄             | 西武                 | 2                    |
| 内野手             | 大豊泰昭           | 中日               | 2                  | 内野手               | 小川博文             | オリックス           | 3                    |
| 内野手             | 野村謙二郎         | 広島               | 4                  | 内野手               | 石井浩郎             | 近鉄                 | 3                    |
| 内野手             | 広沢克己▲          | ヤクルト           | 8                  | 内野手               | 初芝清               | ロッテ               | 初                   |
|                    |                    |                    |                    | 内野手               | 松永浩美             | ダイエー             | 10                   |
|                    |                    |                    |                    | 内野手               | トラックスラー       | ダイエー             | 初                   |
| 外野手             | 新庄剛志           | 阪神               | 初                 | 外野手               | 秋山幸二             | ダイエー             | 10                   |
| 外野手             | 松井秀喜           | 巨人               | 初                 | 外野手               | イチロー             | オリックス           | 初                   |
| 外野手             | 亀山努             | 阪神               | 2                  | 外野手               | 佐々木誠             | 西武                 | 5                    |
| 外野手             | 彦野利勝           | 中日               | 3                  | 外野手               | 田中幸雄             | 日本ハム             | 5                    |
| 外野手             | パウエル           | 中日               | 初                 | 外野手               | 高橋智               | オリックス           | 3                    |
| 外野手             | 畠山準             | 横浜               | 2                  | 外野手               | 鈴木貴久▲            | 近鉄                 | 3                    |
| 外野手             | ブラッグス         | 横浜               | 初                 |                      |                      |                      |                      |
| 外野手             | 前田智徳           | 広島               | 2                  |                      |                      |                      |                      |

- 太字はファン投票で選ばれた選手。▲は出場辞退選手発生による補充選手。

## 試合結果

### 第1戦
|      | 1 | 2 | 3 | 4 | 5 | 6 | 7 | 8 | 9 | R | H  | E |
| ---- | - | - | - | - | - | - | - | - | - | - | -- | - |
| 全セ | 0 | 0 | 0 | 0 | 1 | 0 | 0 | 0 | 0 | 1 | 5  | 1 |
| 全パ | 3 | 0 | 0 | 1 | 2 | 1 | 0 | 1 | X | 8 | 14 | 1 |

1. セ：●斎藤雅（巨）、藪（神）、桑田（巨）、岡林（ヤ）、高津（ヤ）－村田（巨）、古田（ヤ）
2. パ：○伊良部（ロ）、吉田豊（ダ）、野茂（近）、新谷（西）、赤堀（近）－吉永（ダ）、伊東（西）
3. 勝利：伊良部（1勝）
4. 敗戦：斎藤雅（1敗）
5. 本塁打
パ：佐々木（西）1号（2ラン・斎藤雅）、秋山（ダ）1号（ソロ・藪）、小川（オ）1号（ソロ・高津）
6. 審判
［球審］友寄（セ）
［塁審］柿木園（パ）・久保田（セ）・新屋（パ）
［外審］井野（セ）・村越（パ）
7. 試合時間：2時間35分

#### オーダー
| セントラル | セントラル | セントラル |
| 打順       | 守備       | 選手       |
| ---------- | ---------- | ---------- |
| 1          | [二]       | 和田豊     |
| 2          | [遊]       | 野村謙二郎 |
| 3          | [指]       | オマリー   |
| 4          | [右]       | 松井秀喜   |
| 5          | [左]       | ブラッグス |
| 6          | [一]       | 大豊泰昭   |
| 7          | [三]       | 池山隆寛   |
| 8          | [中]       | 畠山準     |
| 9          | [捕]       | 村田真一   |
|            | [投]       | 斎藤雅樹   |

| パシフィック | パシフィック | パシフィック   |
| 打順         | 守備         | 選手           |
| ------------ | ------------ | -------------- |
| 1            | [左]         | イチロー       |
| 2            | [三]         | 松永浩美       |
| 3            | [右]         | 佐々木誠       |
| 4            | [一]         | 清原和博       |
| 5            | [指]         | トラックスラー |
| 6            | [中]         | 秋山幸二       |
| 7            | [捕]         | 吉永幸一郎     |
| 8            | [遊]         | 広瀬哲朗       |
| 9            | [二]         | 辻発彦         |
|              | [投]         | 伊良部秀輝     |

この試合がドーム化前の西武球場での最後のオールスターゲームとなった。

### 第2戦
|      | 1 | 2 | 3 | 4 | 5 | 6 | 7 | 8 | 9 | R | H  | E |
| ---- | - | - | - | - | - | - | - | - | - | - | -- | - |
| 全パ | 0 | 1 | 1 | 0 | 0 | 0 | 0 | 1 | 0 | 3 | 8  | 0 |
| 全セ | 0 | 0 | 1 | 0 | 0 | 6 | 0 | 0 | X | 7 | 13 | 1 |

1. パ：佐藤（オ）、下柳（ダ）、●西崎（日）、杉山（西）、山崎（近）、赤堀－田村（日）、吉永、伊東
2. セ：山本昌（中）、紀藤（広）、○斎藤隆（横）、槙原（巨）、今中（中）－古田、村田、西山（広）
3. 勝利：斎藤隆（1勝）
4. 敗戦：西崎（1敗）
5. 本塁打
セ：彦野（中）1号（ソロ・佐藤）
6. 審判
［球審］東（パ）
［塁審］井野（セ）・村越（パ）・小林毅（セ）
［外審］柿木園（パ）・友寄（セ）
7. 試合時間：2時間51分

#### オーダー
| パシフィック | パシフィック | パシフィック |
| 打順         | 守備         | 選手         |
| ------------ | ------------ | ------------ |
| 1            | [左]         | イチロー     |
| 2            | [二]         | 小川博文     |
| 3            | [右]         | 田中幸雄     |
| 4            | [一]         | 清原和博     |
| 5            | [指]         | 石井浩郎     |
| 6            | [中]         | 秋山幸二     |
| 7            | [三]         | 石毛宏典     |
| 8            | [捕]         | 田村藤夫     |
| 9            | [遊]         | 田辺徳雄     |
|              | [投]         | 佐藤義則     |

| セントラル | セントラル | セントラル |
| 打順       | 守備       | 選手       |
| ---------- | ---------- | ---------- |
| 1          | [中]       | 彦野利勝   |
| 2          | [遊]       | 野村謙二郎 |
| 3          | [左]       | パウエル   |
| 4          | [右]       | 松井秀喜   |
| 5          | [指]       | オマリー   |
| 6          | [一]       | 大豊泰昭   |
| 7          | [三]       | 広沢克己   |
| 8          | [捕]       | 古田敦也   |
| 9          | [二]       | 立浪和義   |
|            | [投]       | 山本昌広   |

この試合がナゴヤ球場での最後のオールスターゲームとなった。

## テレビ・ラジオ中継

### テレビ中継
- 第1戦:7月19日
  - テレビ朝日（制作協力：朝日放送） 実況：朝岡聡 解説：大下剛史、東尾修、稲尾和久、福本豊 ネット裏球種解説：松沼雅之 ゲスト：郷ひろみ
  - NHK総合（中継録画・スポーツタイムに内包） 解説：村田兆治
- 第2戦:7月20日
  - 東海テレビ・フジテレビ≪フジテレビ系列、2局共同制作≫ 実況：吉村功 解説：豊田泰光、鈴木孝政 リポーター：松沼博久、加藤博一
  - NHK総合（中継録画・スポーツタイムに内包） 解説：星野仙一 ゲスト出演：イチロー
    - 1972年以降、NHK総合がオールスター中継のハイライト番組を試合当日のプライムタイムに放送してきたが（1973年、1974年、1976年、1978年は生中継を行なったためハイライト番組は放送されず）、この年をもって終了した。以降NHKでの中継は行われていない。

### ラジオ中継
- 第1戦:7月19日
  - NHKラジオ第1 実況：島村俊治 解説：川上哲治、広岡達朗
  - TBSラジオ（JRN） 実況：椎野茂 解説：田淵幸一　
  - 文化放送（ローカル） 実況：戸谷真人 解説：松原誠、東尾修
  - ニッポン放送（NRN） 実況：胡口和雄 解説：角盈男、松沼博久
  - ラジオ日本（独立系） 実況：染谷恵二 解説：高橋慶彦
  - ラジオ大阪（ローカル）解説：仲根正広
- 第2戦:7月20日
  - NHKラジオ第1 実況：佐塚元章 解説：鶴岡一人、藤田元司
  - TBSラジオ（JRN／中部日本放送制作） 実況：久野誠 解説：近藤貞雄、張本勲 リポーター：林正浩
  - 文化放送（ローカル） 実況：菅野詩朗 解説：松沼雅之、山崎裕之
  - ニッポン放送（NRN／東海ラジオ放送制作） 実況：犬飼俊久 解説：藤波行雄、権藤博 ゲスト：中井美穂　
  - ラジオ日本（独立系） 実況：内藤博之 解説：関本四十四、若菜嘉晴
  - ラジオ大阪（ローカル）解説：平野光泰

## その他
第1戦の試合開始を前にして野球殿堂の表彰式があり、世界のホームラン王・王貞治らが表彰された。王は翌年からホークスの指揮を執ることになる（なお、オールスターに戻ってくるのは2000年になってから）。なお、上記のセレモニーや種々のオープニングアトラクションの演出はテレビ中継したテレビ朝日によるものだが、あまりに時間が掛かってしまい試合開始予定時刻18:45から31分遅れで第1戦が始まった。この遅延について日刊スポーツの野崎靖博がテレビ局主導のイベントに苦言を呈している。